# Krafla

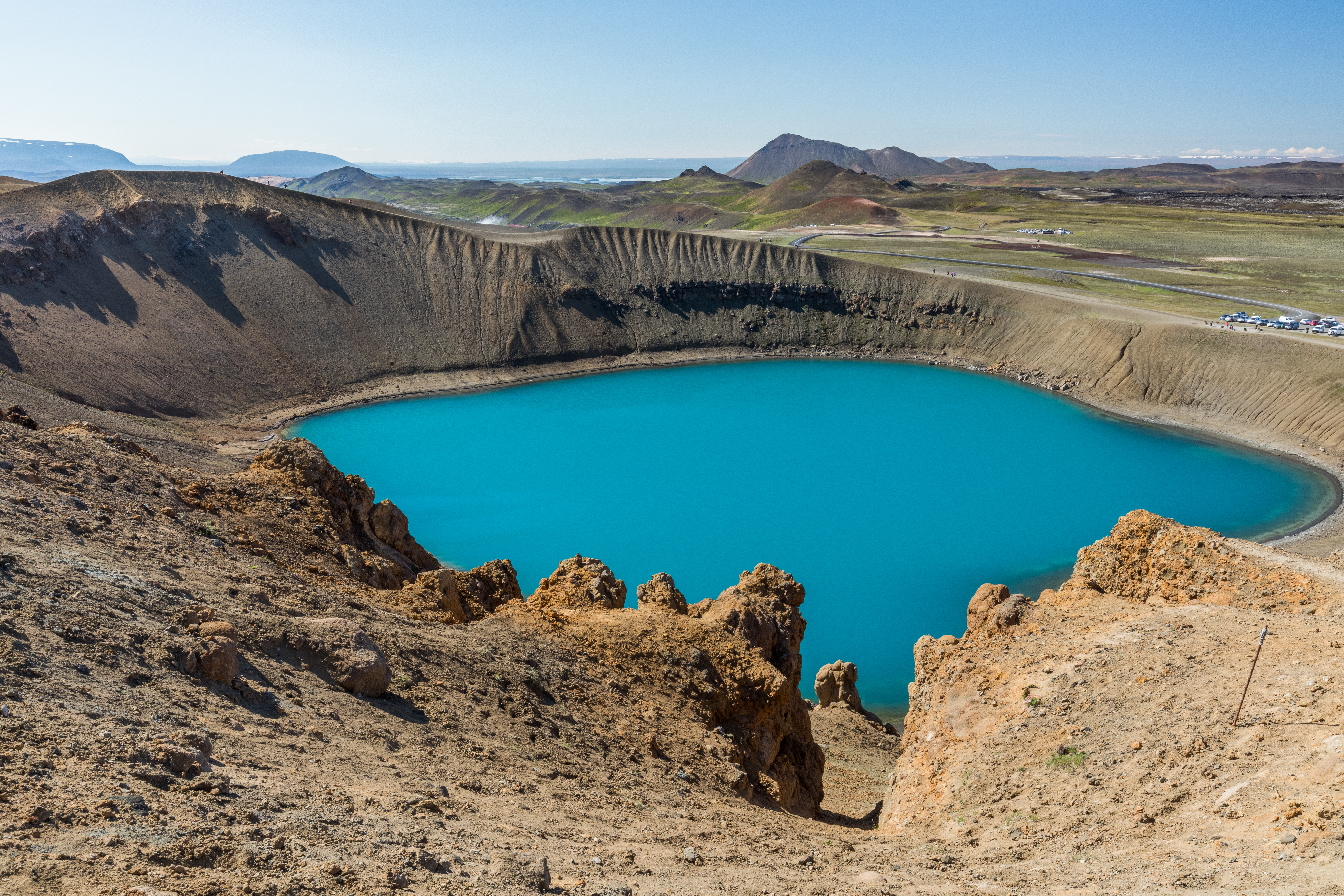
Víti (Krafla)

Krafla är en kaldera på nordöstra Island. Vulkanen har haft 29 utbrott sedan 800-talet, det senaste i september 1984. Vid provborrning i området 2008 råkade man oväntat nå ner till magmakammaren på bara 2100 meters djup mot beräknade minst 4500 meter. Man planerar att 2026 borra ner till kammaren igen och göra undersökningar av temperatur, tryck och annat. I första hand gäller det ren grundforskning men man hoppas att senare kunna omsätta resultaten praktiskt för att utvinna geotermisk energi från magmakammare.
På Island kan man se plattektoniken i arbete. Krafla är belägen på Mittatlantiska ryggen. Den västra delen av ön är en del av Nordamerikanska plattan, som rör sig västerut, medan den östra delen av ön är en del av  Eurasiska plattan, som rör sig österut. Nord-syd-axeln av Mittatlantiska ryggen delar upp Island i två delar, ungefär från norr till söder. Längs denna rygg finns många av Islands mest aktiva vulkaner. Krafla är en av dessa.